# 1931 في فرنسا
فيما يلي قوائم الأحداث التي وقعت خلال عام 1931 في فرنسا.

## سياسة

### تعيين في المنصب
- 11 يونيو – ألبير فرانسوا لوبران رئيس مجلس الشيوخ الفرنسي  [لغات أخرى]‏.
- 13 يونيو – بول دومير رئيس فرنسا.

### انتهاء فترة المنصب
- 27 يناير – جورج بونيت Minister of Posts and Telecommunications ‏.
- 13 يونيو – غاستون دومرغ رئيس فرنسا.

## رياضة
- 5 أبريل – سباق باريس روبيه 1931 الفائزون Gaston Rebry [الإنجليزية]‏، تشارلز باليسر، Emile Decroix [الإنجليزية]‏.

## أفلام
من الأفلام التي صدرت هذه السنة في فرنسا:
- 1 يناير – القهوة السوداء من إخراج Leslie S. Hiscott [الإنجليزية]‏.

## كتب
من الكتب التي صدرت هذه السنة في فرنسا:
- 1 يناير – البيت الريفي La Barre-y-va من تأليف موريس لوبلان.

## مواليد

### يناير
- 14 يناير – إيف برجر كاتب فرنسي.
- 29 يناير – إرنست شولتز لاعب كرة قدم فرنسي.

### فبراير
- 13 فبراير – غيلبيرت بونفين لاعب كرة قدم فرنسي.

### مارس
- 5 مارس – جان بول روسيون
- 6 مارس – نيكولا بارون دراج فرنسي.
- 13 يونيو – جان جاك مارسيل لاعب كرة قدم فرنسي.
- 30 مارس – روجر برونيه جغرافي فرنسي.

### أبريل
- 2 أبريل – جاك ميلر عَالِم أسترالي.
- 20 أبريل – لويس بوزان

### مايو
- 24 مايو – مايكل لونسديل ممثل فرنسي.

### يونيو
- 13 يونيو – جان جاك مارسيل لاعب كرة قدم فرنسي.

### أغسطس
- 14 أغسطس – جاك ديشان ممثل فرنسي.

### سبتمبر
- 19 سبتمبر – جان كلود كاريير

### أكتوبر
- 13 أكتوبر – ريموند كوبا لاعب كرة قدم فرنسي.
- 21 أكتوبر – نيكول كورسيل ممثلة فرنسية.
- 25 أكتوبر – آني جيراردو ممثلة فرنسية.

### ديسمبر
- 26 ديسمبر – روجيه بيانتوني لاعب كرة قدم فرنسي.
- 28 ديسمبر – غي ديبور

## وفيات

### يناير
- 3 يناير – جوزيف جوفري (مواليد 1852) عسكري فرنسي.
- 23 يناير – جورج فايس (مواليد 1859)

### أبريل
- 19 أبريل – لويس دولو (مواليد 1857)

### مايو
- 15 مايو – غاستون ديشان (مواليد 1861) سياسي فرنسي.

### يونيو
- 22 يونيو – أرمان فاليير (مواليد 1841)

### نوفمبر
- 14 نوفمبر – ألفرد دانيال (مواليد 1844) سياسي فرنسي.

### ديسمبر
- 13 ديسمبر – جوستاف لوبون (مواليد 1841) مؤرخ فرنسي ؛ لديه تاريخ وكتاب عن العرب واخلاقهم وتاريخهم.